# Officine Grandi Riparazioni

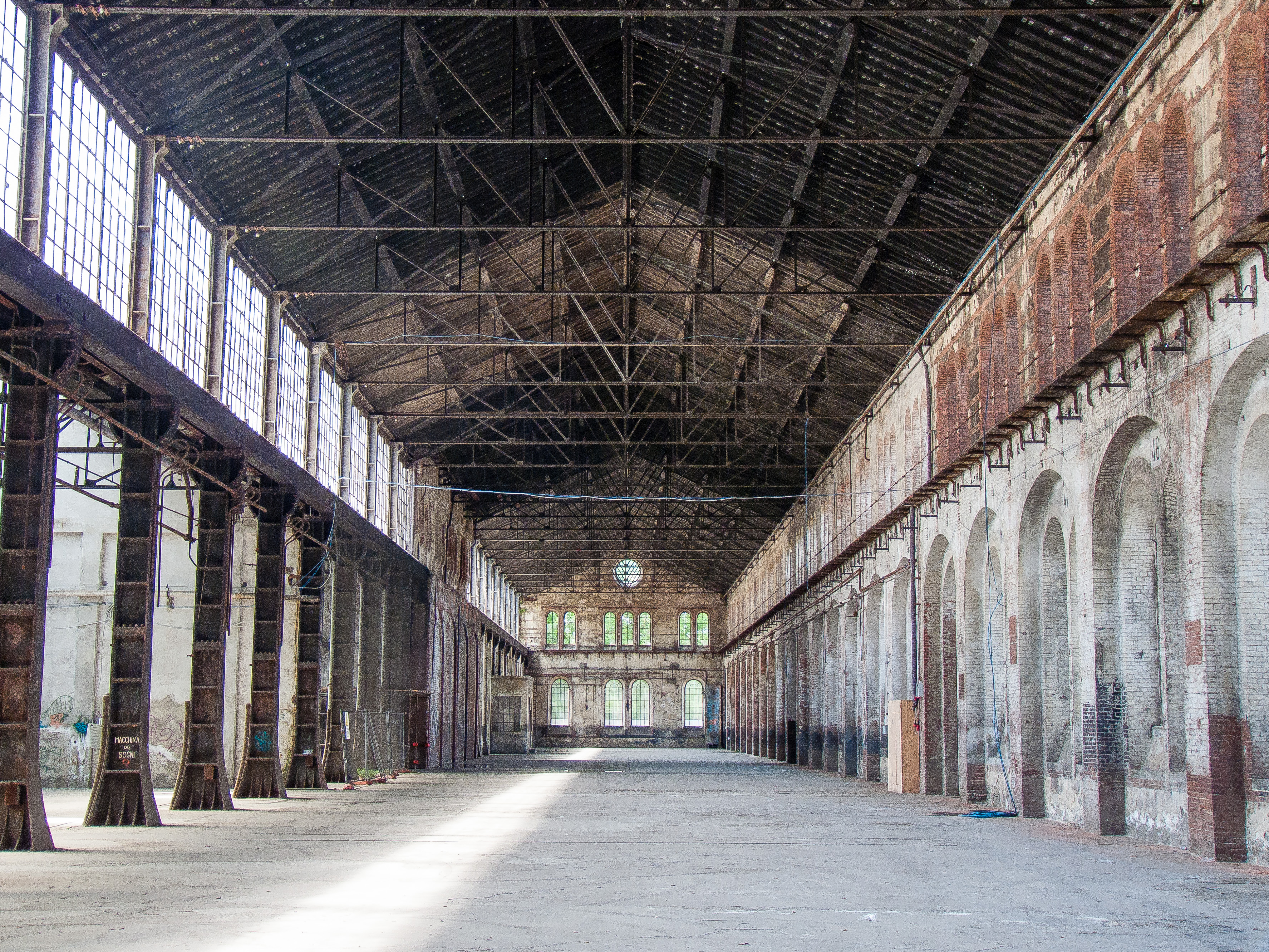
Interno delle storiche officine di Torino

Le Officine Grandi Riparazioni, o OGR, più recentemente rinominate in Officine Manutenzione Ciclica, o OMC, sono strutture attrezzate per la manutenzione, il rinnovamento e la riparazione di locomotive o carrozze mezzi leggeri o ETR danneggiati da incidenti o avarie.
Le officine, di proprietà di Trenitalia, oggi fanno capo alla direzione tecnica.

## Descrizione
Le OMC hanno il compito di effettuare le revisioni cicliche di tipo 2, le più complete e impegnative, che prevedono anche riverniciature integrali e pellicolature, sostituzioni dei carrelli e prove dinamiche; le revisioni cicliche di tipo 1, meno complete ma più veloci, vengono invece effettuate dagli Impianti di Manutenzione Corrente, o IMC. Da notare che, mentre le revisioni di tipo 1 vengono effettuate su richiesta o segnalazione quando il rotabile ne ha necessità, le revisioni di tipo 2 hanno una frequenza normata da legge e devono essere eseguite sui rotabili ogni 1.200.000 km oppure 6 anni di servizio (8 nel caso dei treni Vivalto).

## Stabilimenti
Attualmente sono attivi 8 impianti di questo tipo dislocati a Vicenza, Voghera, Verona, Firenze (Osmannoro), Torre del Greco (Santa Maria la Bruna), Foligno, Rimini e Foggia.
Questi stabilimenti hanno una storia spesso lunga un secolo o più, e occupano aree di decine di migliaia di metri quadrati con diversi tratti di binario coperto per gli interventi, ed impiegavano alcune centinaia di dipendenti (400 a Foligno, dove fino agli anni ottanta superavano i 3000). Ogni anno vengono effettuati fino a 200 interventi su veicoli appartenenti a tutte le divisioni di Trenitalia (dati aggiornati all'inizio degli anni 2000).
La prima OGR ad essere attrezzata a operare su locomotive elettriche fu quella di Foligno (nata nel 1911 in sostituzione della vecchia OGR di Roma Termini), che cominciò a intervenire sulle E.626 nel 1938.
Le OGR devono essere in grado di eseguire interventi di massima su ogni tipo di rotabile, anche se in un'ottica di ottimizzazione dell'organizzazione aziendale oggi ogni OGR è stata specializzata per interventi massicci su pochi tipi di veicoli. Con la stessa riorganizzazione del 2002, è stata abbandonata l'organizzazione "storica" per reparti in favore di una organizzazione per filiere indipendenti con singoli capisquadra per ogni filiera. Visti alcuni problemi organizzativi, si è in seguito passati a un sistema a filiere coordinate (FERMAG).

## Fasi di lavoro
Le fasi di lavoro più comuni sono:
1. Spoglio: la locomotiva viene messa su un binario di servizio e sottoposta a una serie di controlli per decidere come e dove intervenire.
2. Scarico: i circuiti idraulici e pneumatici della locomotiva vengono scaricati.
3. Smontaggio elettrico: vengono smontate le componenti elettriche di bordo.
4. Lavaggio: la cassa viene lavata prima da sotto e poi dal fianco, con acqua o soda. Il lavaggio può avvenire in tunnel meccanizzati.
5. Smontaggio pneumatico e pulizia interna: si procede alla rimozione degli accessori e alla pulizia delle parti interne.
6. Riparazione o Modifica: si procede alle lavorazioni di meccanica pesante sulla macchina.
7. Riverniciatura: effettuata con una prima rimozione delle vecchie livree, una eventuale primerizzazione e l'applicazione delle nuove pellicole (in passato, delle vernici).
8. Revisione e rimontaggio: le parti rimosse in precedenza vengono controllate, sostituite, riparate o modificate se necessario, e rimontate. Si parte da quelle elettriche, poi si rimontano quelle pneumatiche, e infine quelle ausiliarie.
9. Rimessa su binario: la cassa viene abbassata sui carrelli, e si ricollegano gli impianti.
10. Completamento: si rimontano gli accessori (sportelli, griglie, finiture).
11. Prove: si sottopone il rotabile a tutte le prove del caso. Dapprima si eseguono quelle statiche e in B.T, in seguito quelle in A.T. Infine, si procede ad una corsa di prova con le eventuali prove dinamiche.
12. Verniciatura: se necessario, si procede alla seconda verniciatura. A volte si delega questa fase al cliente finale (sia esso un deposito di appartenenza o un operatore privato).
13. Rettifiche: si correggono le non conformità della prova, e si procede alla riconsegna del veicolo.